# Laizy
Laizy é uma comuna francesa na região administrativa de Borgonha-Franco-Condado, no departamento Saône-et-Loire. Estende-se por uma área de 31,75 km². Em 2010 a comuna tinha 598 habitantes (densidade: 18,8 hab./km²).